# Shagai
El shagai (en mongol: шагай), chükö (en kirguís: чүкө), asyk/ashyk/oshuq (en kazajo: асық; en turco: aşık) es la denominación del hueso astrágalo de la rodilla de la oveja o cabra. Los huesos son utilizados para juegos tradicionales y la adivinación en Asia Central, y algunos de los juegos que utilizan los huesos de la rodilla se denominan con el mismo nombre que se le da a los huesos. A veces se los pinta con colores brillantes. Estos huesos han sido utilizados desde hace mucho tiempo, y se cree que fueron la primera forma de dado. 
Los juegos shagai son especialmente populares durante las vacaciones de verano mongolas denominadas Naadam. En el juego shagai, el shagai arrojado por lo general cae en uno de los siguientes lados: caballo, camello, oveja o cabra. Un quinto lado, vaca, es posible en un suelo irregular.
Aun en la actualidad los mongoles se regalan shagai como prendas de amistad. El shagai se guarda en un saco pequeño.
Además, por lo general los hombres mongoles coleccionan shagai de lobo, los cuales son considerados amuletos de la suerte.

## Adivinación
Para adivinar la fortuna, se arrojan cuatro shagai sobre el suelo; los dos lados convexos, el caballo y la oveja se considera traen buena suerte, siendo el caballo el que trae mejores augurios. Los lados cóncavos, la cabra y el camello, se considera traen mala suerte; un tiro en el cual aparezcan los cuatro animales se considera es indicador de muy buena suerte.

## Otros usos

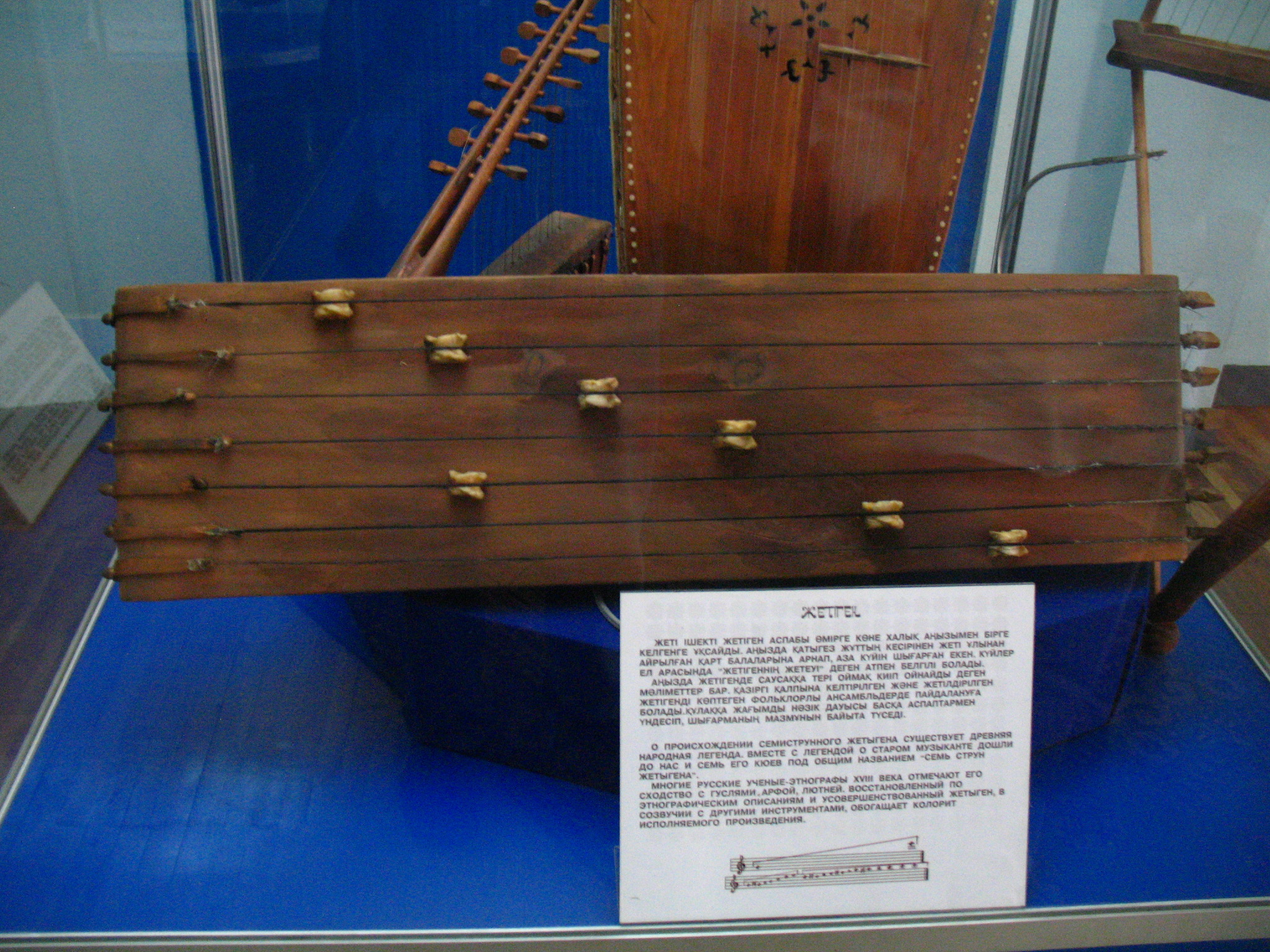
El jetigen, un instrumento musical propio de los kazajos, utiliza huesos asyk para determinar las notas de las cuerdas.

Otro uso del shagai, además de los juegos es la música, formando parte de algunos instrumentos, tales como el jetigen kazajo, un pariente de la yatga de Mongolia.